# 胡氏肥腹蛛
胡氏肥腹蛛（学名：Steatoda hui）为球蛛科肥腹蛛属的动物。在中国大陆，分布于西藏等地。该物种的模式产地在西藏拉萨。